# Arsène Roux
Pour les articles homonymes, voir Roux (patronyme).
Arsène Roux, né le 5 février 1893 à Rochegude dans la Drôme et mort le 19 juillet 1971 à Pau, est un enseignant et linguiste français, spécialiste des langues berbères et de l'arabe.

## Biographie
Arsène Roux est né dans une famille d'agriculteurs modestes de la Drome ; en 1903, alors qu'il a 10 ans, ses parents s'installent en Algérie, à Canrobert (Oum El Bouaghi) au sud-est de Constantine, où ils ont reçu une allocation de terre.
En 1911, à l'âge de 18 ans, il exerce en tant qu’instituteur avant de partir, deux ans plus tard, au Maroc sous protectorat français. Il y enseignera à l’école française de Casablanca puis à l’école musulmane de Salé. Appelé au service militaire (1913-1919), il occupera la fonction d’interprète civil au Moyen Atlas avant d’être détaché en tant que professeur d’arabe à l’école militaire de Meknès (1919-1921) puis au collège de cette même ville (1921-1927).
Entre 1919 et 1926, Arsène Roux, alliant expérience de terrain et études, obtiendra successivement les diplômes de berbère de l’Institut des hautes études marocaines (IHEM) à Rabat et d’arabe maghrébin et littéral de l’École nationale des langues orientales vivantes (Langues O’) à Paris, ainsi que l’agrégation d’arabe. Fort de ses titres universitaires, il se destine à la formation, l’enseignement et la recherche. Il exerce plusieurs fonctions : professeur d’arabe à l’école militaire puis au collège de Meknès, chargé des cours publics de berbère à Azrou, directeur du collège d’Azrou qu’il avait créé, puis celui de Moulay-Youssef à Rabat. Il occupe par la suite diverses responsabilités administratives : directeur d’études, chargé de la direction des Études de dialectologie berbère à l’IHEM jusqu’à son retour en France en 1956, puis en dernier lieu le poste d’inspecteur principal de l’enseignement de l’arabe des lycées et collèges au Maroc et en France.
Pendant son temps passé au Maroc il a rassemblé et étudié de nombreux textes et manuscrits en tachelhit et tamazight du Moyen Atlas avec l'aide de son assistant berbère Si Brahim Akenkou, né en 1905. Quelques-uns de ces textes ont été publiés par lui-même à Rabat, pour servir à ses cours de chleuh (tachelhit).
Il rentre en France au milieu des années 1950, où il a continué ses travaux. Il avait l'intention de corriger, indexer et traduire sa collection de textes. Pour différentes raisons, rien de son travail savant n'a été publié à l'exception d'un résumé de deux pages d'une conférence, en 1948. Il a aussi travaillé avec l'égyptologue Bruno Stricker sur une édition et traduction de Bah.r ad-dumu (Océan de Larmes), par Muhammad Awzal, publiée en 1960.

## Publications
- « Les "Imdyazen" ou aêdes berbères du groupe linguistique beraber », Hesperis, no VIII,‎ 1928, p. 231-251.
- « Un chant d'Amdyaz, l'aède berbère du groupe linguistique beraber », Publications de l'institut des hautes études marocaines, t. XVIII,‎ 1928, p. 237-242.
- « Le verbe dans les parlers berbères des Ighezran. Beni Alaham et Marmoucha (Maroc) », Bulletin de la Société de linguistique de Paris, t. 36, no 1,‎ 1935.
- Récits, contes et légendes berbères en tachelhit, Rabat, 1942, 123 ff[2].
- « Quelques manuscrits berbères en caractères arabes », dans Actes du XXIe Congrès international des orientalistes, Paris, 23-31 juillet 1948, Paris, Société asiatique, 1949, p. 316-317.
- Petit guide de conversation berbère : parlers du sud-ouest marocain (Tachelhit), Rabat, 1950, III-35 p.
- « Les Aventures extraordinaires de Sidi Ḥmad-u-Musa, patron du Tazerwalt », Hesperis, no XXXIX,‎ 1952, p. 75-96.
- « Quelques notes sur le langage des Musulmanes marocaines », Orbis : bulletin international de documentation linguistique, t. I, no 2,‎ 1952, p. 376-384.
- La vie berbère par les textes. Parlers du Sud-Ouest marocain (tachelhit). Première partie : la vie matérielle. I. Textes, Paris, Larose, 1955, 118 p.
  - réédition critique : (en) John Cooper, La vie berbère par les textes : parlers du sud-ouest marocain (tachelhit) : ethnographic texts re-edited translated into english, Cologne, R. Köppe Verlag, coll. « Berber studies » no  23, cop. 2009, XI-223 p.  (ISBN 978-3-89645-923-7)[3].
- Éditions posthumes :
  - (ber), (fr) Poésie populaire berbère : Maroc du Sud-Ouest, Igedmiwen, textes recueillis par Arsène Roux ; transcrits, traduits et annotés par Abdallah Bounfour, Paris, Éditions du Centre national de la recherche scientifique, 1990, 223 p.  (ISBN 2-222-04390-5) : texte berbère (tašelḥiyt) et traduction française en regard.
  - (ber), (fr) Poésies berbères de l'époque héroïque, Maroc central : 1908-1932. Textes recueillis par Arsène Roux, édition critique avec annotations et compléments de traduction par Michael Peyron, Paris, Édisud, coll. « Bilingues », 2002, 207 p.  (ISBN 2-7449-0305-1)
  - Arsène Roux. Textes berbères du Maroc central. Tome 1, textes originaux et transcription : récits, contes et légendes berbères dans le parler des Beni-Mtir et choix de versions berbères (parlers du Maroc central), édités par Harry Stroomer, Cologne, Köppe, coll. « Berber studies », no  18, 2007, 183 p.  (ISBN 978-3-89645-397-6).

## Postérité: le fonds Arsène Roux
Après la mort d'Arsène Roux en 1971, sa famille fait don de sa bibliothèque à Gabriel Camps, historien spécialiste de l'histoire des Berbères, qui en transfère la responsabilité scientifique à l'Institut de recherches et d'études sur le monde arabe et musulman (IREMAN) d'Aix-en-Provence ; depuis 2003, le Fonds Arsène Roux est conservé à la Maison méditerranéenne des Sciences de l'homme (MMSH) dans la même ville.
Le fonds comprend deux cents manuscrits en berbère (cet ensemble est l'un des plus importants en Europe, avec celui de l’université de Leyde aux Pays-Bas), quelques manuscrits arabes (ces manuscrits proviennent principalement des régions du Souss et du Moyen-Atlas marocain), des fichiers lexicographiques manuscrits, des documents pédagogiques pour l'enseignement du berbère, ainsi qu'une importante collection d'énigmes, proverbes, contes, traditions orales, légendes religieuses, relevés par Arsène Roux.
Un catalogue des manuscrits arabes et berbères a été édité par Nico van den Boogert en 1995 ; les autres textes du fonds ont été catalogués et publiés par Harry Stroomer et Michael Peyron en 2003. L'ensemble est numérisé et accessible en ligne sur le site de la Cité numérique de la Méditerranée.
Des expositions ont mis en valeur le fonds :
- 22 juin - 15 septembre 2013 : Le Goût de l’Orient, Cité du livre, Aix-en-Provence. L'exposition est un hommage aux savants et collectionneurs d’Aix-en-Provence et de la région méditerranéenne qui, depuis Nicolas-Claude Fabri de Peiresc au XVIIe siècle ont essayé de comprendre les sociétés et l’histoire du monde méditerranéen.
- 11 octobre 2018 - février 2019 : Des manuscrits entre traces et effacements, Maison méditerranéenne des Sciences de l'homme, Aix-en-Provence[7],[8].